# Hiperfagia
La hiperfagia, término que proviene del griego hiper- (abundancia, exceso) y -fagia (comer), es una situación caracterizada por un aumento excesivo de la sensación de apetito e ingestas descontroladas de alimentos, sin razón aparente.
El deseo en las personas que lo padecen es persistente y fluctuante (puede haber episodios) pudiendo llegar a ingerir grandes cantidades de comida a cualquier hora e incluso después de haber comido adecuadamente.

## Causas
Trastornos psicológicos como la bulimia y alteraciones hormonales como la diabetes o el hipertiroidismo son las principales causas de esta alteración. Los efectos que provocan a nivel psicológico y fisiológico resultan en una modificación en la percepción normal del apetito (debido a una mutación del gen responsable de la producción de leptina, causado principalmente por una deleción de guanina en la posición 133, que da lugar a una leptina fisiológicamente inactiva, hormona que regula la ingesta potenciando la señal de saciedad), provocando que la persona no pueda diferenciar la sensación de plenitud estomacal/hambruna ni de controlar esta situación.
Algunas causas incluyen:
- Estrés
- Ansiedad
- Depresión
- Bulimia nerviosa
- Trastorno por atracón
- Trastorno límite de la personalidad
- Síndrome de Prader-Willi
- Enfermedad de Graves-Basedow
- Diabetes mellitus
- Hipoglucemia
- Hipertiroidismo
- Medicamentos (corticoides, antipsicoticos, antidepresivos, etc.)
- Síndrome de abstinencia del tabaco
- Síndrome premenstrual

## Signos y síntomas
La ingesta desmesurada se hace evidente tanto para la persona que padece la hiperfagia como para las personas de su entorno. Además, dependiendo de la patología subyacente que provoca esta situación, puede haber o no un aumento de peso, siendo una causa principal de la obesidad mórbida.
También existe una forma de obesidad, no tan grave, relacionada con el gen que codifica el receptor de melanocortina MCR4.

## Diagnóstico
Es el mismo individuo el que pone de manifiesto su problema, además del testimonio de familiares y/o amigos. Se hace fundamental el diagnóstico de la patología que desencadena la hiperfagia.

## Tratamiento
Es decisivo el correcto diagnóstico de las causas que lo provocan, ya que de ello supondrá uno u otro tratamiento o recomendación médica. Hay que recordar que sólo un facultitativo debidamente reconocido (médico, psiquiatra, psicólogo...) puede determinar dicha causa y ofrecer el adecuado tratamiento.
En caso de que la hipefagia se deba a  trastornos psicológicos se debe considerar la posibilidad de realizar terapias o ejercicios adecuados para reducir la sintomatología del trastorno (asistencia psicológica y apoyo emocional), pudiendo así revertir los episodios de ingesta excesiva.
Por otro lado, si se debe a la toma de algún medicamento específico es conveniente valorar la viabilidad de seguir con el tratamiento prescrito o, por el contrario, disminuir las dosis o darlo por finalizado.
En el caso de que las alteraciones hormonales sean la causa desencadenante, después de haberlo confirmado mediante diferentes pruebas diagnósticas (análisis de sangre para valorar los niveles plasáticos de hormonas tiroideas (T3 y T4)) habrá que seguir un tratamiento específico para cada paciente y su situación.